# Антоніу
Анто́ніу (порт. António, МФА: [ɐ̃.ˈtɔ.ni.u]) — португальське чоловіче особове ім'я. Походить від римського імені Антоній. Інші форми — Антоніо (в іспаномовних країнах), Ентоні (в англомовних країнах). Старопортугальською — Анта́н (ст.-порт. Antão), галісійська форма — Антон (гал. Antón). Бразильський варіант — Анто́нью (Antônio; МФА: [ɐ̃.ˈton.ju]).

## Особи
- Антоніу — король Португалії (1580).
- Антоніу — португальський інфант.
- Антоніу Гутерреш — прем'єр-міністр Португалії (1995—2002).
- Антоніу Кошта — прем'єр-міністр Португалії (з 2015).
- Антоніу Салазар — прем'єр-міністр Португалії (1932—1968).
- Антоніу Рібейру — лісабонський патріарх (1971—1998).

### Антоніу Португальський
- Антоніу — король Португалії (1580).
- Антоніу (1516), помер немовлям
- Антоніу (1539—1540), помер немовлям
- Антоній Падуанський — католицький святий.